# 晏架街
晏架街（英語：Anchor Street） 是香港西九龍大角咀的一條道路，東、西端分別連接塘尾道和大角咀道，只設單向行車線，由西向東行駛。
晏架街一帶原是港口，船隻在這裡拋錨停泊，後來填海發展九龍半島而變成陸地，至今超過六十年。晏架街的英文名稱Anchor Street中的Anchor就是錨的意思。現時街道兩旁以工業大廈和住宅大廈為主，但隨著香港工業式微以及社區發展轉型，樓宇漸漸改建為低價酒店。

## 交匯道路
- 大角咀道
- 榆樹街
- 櫸樹街
- 鐵樹街
- 杉樹街
- 橡樹街
- 槐樹街
- 棕樹街
- 塘尾道

## 沿線建築物
- 麗華閣（Mayfair Mansion）（住宅）及麗華中心（Mayfair Centre）（商場），前為麗華戲院
- 消防處旺角辦公大樓（大角咀道42號與晏架街交界）
  - 旺角救護站
- 帝豪奧運酒店
- 富多來新邨
- 大角咀郵政局
- 紅茶館酒店
- 晏架街遊樂場